# Когатько, Григорий Иосифович
Григорий Иосифович Когатько́ (род. 12 марта 1944, Великоалександровка, Николаевская область, УССР) — советский и российский военный деятель, генерал-полковник (1992), Герой Социалистического Труда (1984).

## Биография
Родился в деревне Великоалександровка (Николаевская область) Новобугского района Николаевской области Украинской ССР.
В 1963 году окончил Николаевский техникум железнодорожного транспорта. В Советскую Армию был призван на срочную службу в 1962 году и попал служить в Железнодорожные войска. Из войск был направлен на учёбу, окончил 9-е высшие офицерские курсы в декабре 1963 года и в звании младшего лейтенанта назначен командиром взвода.
Затем, в 1964 году (экстерном) окончил Ленинградское Краснознамённое училище военных сообщений имени М. В. Фрунзе, в 1972 году — с отличием Военную академию тыла и транспорта, в 1999 году — Военную академию Генерального штаба Вооружённых Сил.
Службу проходил командиром взвода, роты. Принимал участие в строительстве Байкало-Амурской магистрали, куда в 1977 году был направлен командиром 4-й отдельной железнодорожной бригады. Бригада размещалась в посёлке Февральск.
Указом Президиума Верховного Совета СССР от 25 октября 1984 года за выдающиеся успехи при сооружении БАМа, обеспечение досрочной укладки пути на всём её протяжении и проявленный при этом героизм присвоено звание Героя Социалистического Труда.
С 1984 года — заместитель командира и командир 1-го железнодорожного корпуса на строительстве БАМа.
С 1988 года — начальник Ленинградского высшего командного училища железнодорожных войск и военных сообщений имени М. В. Фрунзе, с 1990 года — начальник Центрального автодорожного управления МО СССР.
24 февраля 1992 года назначен на должность командующего Железнодорожными войсками Российской Федерации, 14 ноября 1992 года было присвоено звание генерал-полковник, с сентября 1995 по март 2004 года — директор Федеральной службы железнодорожных войск Российской Федерации — командующий Железнодорожными войсками Российской Федерации, с марта 2004 по 29 февраля 2008 — командующий Железнодорожными войсками. В 2008 году уволен с военной службы по достижении предельного возраста.
Живёт в Москве. Работает в Управлении генеральных инспекторов Министерства обороны Российской Федерации.
Профессор, академик Академии военных наук Российской Федерации и Академии транспорта Российской Федерации.

## Награды и почётные звания
СССР:
- орден Ленина (1984);
- орден Красной Звезды;
- орден «За службу Родине в Вооружённых Силах СССР» III степени;
- медаль «За строительство Байкало-Амурской магистрали»;
- Почётный железнодорожник;
- Почётный транспортный строитель;
- юбилейные медали.

России:
- орден «За заслуги перед Отечеством» III степени;
- орден «За заслуги перед Отечеством» IV степени;
- орден «За доблестный труд» (22 апреля 2024 года) — за большой вклад в реконструкцию, развитие и в связи с 50-летием начала строительства Байкало-Амурской железнодорожной магистрали[2];
- орден «За военные заслуги»;
- орден Почёта;
- медаль «100 лет Транссибирской магистрали»;
- медаль «В память 850-летия Москвы»;
- Заслуженный строитель Российской Федерации;
- Почётный гражданин Петергофа (2003);
- ведомственные медали.
- Благодарность Президента Российской Федерации (2 июля 1999 года) — за большой вклад в строительство и эксплуатацию Байкало-Амурской железнодорожной магистрали [3].